# لایاشتی
لایاشتی (انگلیسی: Layashty) یک شهرک در شهرستان ایلیشفسکی استان باشقیرستان کشور روسیه است.